# Thích Minh Tâm
Thích Minh Tâm est un vénérable bouddhiste né en 1940 dans la province de Bình Thuận au Việt Nam et mort en Finlande en 2013. Il était le président de la Congrégation de l’Église bouddhique unifiée du Viêt Nam en Europe et l'Abbé de la pagode Khánh Anh d’Évry dans l'Essonne.

## Biographie
Selon la biographie officielle divulguée lors de ses funérailles, Thích Minh Tâm  de son vrai nom Lê Minh Tâm est né le 18 janvier 1940 au village de Thanh Lương, commune de Chí Công, district de Tuy Phong, dans la province de Bình Thuận. Il était le fils de Lê Minh Quang (ordonné moine bouddhique sous le nom de Thích Minh Hữu) et de Hồ Thị Lang (nom bouddhique Nguyên Mỹ), une famille pratiquant le bouddhisme du Grand véhicule,,.

### Formation religieuse
En 1949, à l'âge de neuf ans, il revêtit l'habit de moine au sein de la communauté des bonzes (sangha) de la pagode Bữu Tích, Hòa Đa, dans la province de Bình Thuận et reçut le nom bouddhique de Nguyên Cảnh. En 1953, il suivit sa formation religieuse à l’École bouddhiste de Nha Trang (Institut Bouddhique Hải Đức) tout en poursuivant un enseignement laïc.
En 1956, il fut ordonné Novice (Sa di) par le Grand vénérable Thích Huyền Quang et reçut le nom bouddhique de Viên Dung et le pseudonyme Minh Tâm [Cœur éclairé].
En 1961-1962, il poursuivit sa formation religieuse au Monastère Quảng Hương Già Lam et fut licencié en Lettres de l'Université de Saïgon.
De 1962 à 1967, il enseigna en tant que Maître de conférences de l’Église bouddhique unifiée du Viêt Nam dans la province de Phú Yên, au lycée Bồ Đề et dans les écoles élémentaires bouddhiques de Tuy Hòa. Il fut pendant cette période de la guerre du Viêt Nam un des leaders du mouvement de lutte pour les libertés religieuses et les droits de l'homme de la province de Phú Yên.
De 1965 à 1967, il fut également proviseur de l'école Nguyên Thiều dans la province de Bình Định.
En 1967, il fut ordonné Moine (Tỳ kheo) et quitta le pays pour poursuivre sa formation religieuse au Japon.
En 1967-1968, il apprit le japonais à l'école de langue Kokksai à Tokyo. De 1968 à 1973, il fit des études supérieures jusqu'au doctorat à l'Université Risso de Tokyo, dans la section de philosophie bouddhique. Pendant cette période de cinq ans, il représenta officiellement l’Église bouddhique unifiée du Viêt Nam au Japon.
Après la signature des Accords de Paris en janvier 1973, il reçut l'ordre de Thích Huyền Quang, 4e Grand Patriarche et secrétaire général de l’Église bouddhique unifiée du Viêt Nam, de se rendre en France pour poursuivre ses activités auprès de Thích Nhất Hạnh connu pour son engagement contre la guerre.
En 1983, il fut ordonné Bonze supérieur (Thượng toạ) de la Pagode lors d'une cérémonie l'Institut Bouddhique International organisée aux États-Unis.
En 1999, il fut ordonné Grand Patriarche (Hòa thượng) lors d'une cérémonie à Oslo en Norvège.
Depuis 2006 jusqu'à mort, il fut le Vice-président du Conseil Mondial des Sanghas Bouddhistes (WBSC) qui a son siège à Taïwan.
En 2013, il assumait la présidence du Conseil Supérieur des Religieux Bouddhistes de France (CSRBF).

### Contributions au bouddhisme européen
Il est connu pour être le fondateur des deux pagodes Khánh Anh de Bagneux et de la Très Grande pagode éponyme d'Évry.
En 1974, il inaugura la salle de prières Khánh Anh à Arcueil. En 1977, la pagode Khánh Anh fut officiellement inaugurée avenue Henri-Barbusse à Bagneux en banlieue parisienne.
Selon le rituel bouddhique, le 19 février 1979 la cérémonie de pose de la première pierre pour l'autel principal du Bouddha de la pagode fut célébrée. La petite pagode de Bagneux, victime de son succès, ne pouvant accueillir tous les fidèles, la construction d'une nouvelle pagode à Évry fut décidée.
Le 18 juin 1995, il dirigea la cérémonie de la première pierre de la pagode Khánh Anh d'Évry.
Le 8 juillet 2011, il reçut une distinction honorifique du gouvernement du Sri Lanka et du Conseil Bouddhiste Mondiale pour sa diffusion du bouddhisme en Europe et aux États-Unis.
Sa contribution majeure fut de fonder l’Église bouddhique unifiée du Viêt Nam en Europe et d'avoir implanté le bouddhisme vietnamien dans plusieurs pays d'Europe. Il fut l'initiateur du mouvement des études bouddhiques de la Pagode Khánh Anh où il organisa 5 séminaires cumulant un total de 25 séminaires pour toute l'Europe. Il présida de nombreuses cérémonies bouddhiques au sein de la communauté vietnamienne en France, notamment en 2011 à la Pagode Thiện Minh de Sainte-Foy-lès-Lyon.
Le 11 novembre 2007, il fut interviewé par Aurélie Godefroy pour l'émission Sagesses Bouddhistes sur France 2.
Malade du cœur et du foie, il mourut subitement le 8 août 2013 en Finlande à 9 h 29, heure française, à l'âge de 75 ans alors qu'il venait de participer à un séminaire bouddhiste dans ce pays.
Le 21 août 2013 de grandes funérailles furent organisées à la Pagode Khánh Anh d'Évry jusqu'à son incinération,.
Le 15 novembre 2013, selon la tradition bouddhique vietnamienne, fut organisée à la Pagode Khánh Anh de Bagneux une cérémonie anniversaire pour le centième jour de sa disparition.
Bienveillant et ouvert au dialogue interreligieux, il était une figure familière et très respectée de la communauté vietnamienne en France. Très touché par la situation de son pays, il défendit souvent la cause des réfugiés et des Boat people vietnamiens et soutint les patriarches persécutés de l’Église bouddhique unifiée du Viêt Nam, une congrégation dissoute et interdite par les autorités communistes à partir de 1981,.
Auprès des siens pendant la guerre puis auprès de ses compatriotes exilés, il fut toute sa vie durant un infatigable défenseur des droits de l'homme et des libertés politiques et religieuses au Viêt Nam,.